# Krzysztof Leszczyński (aktor)
Krzysztof Leszczyński (ur. 21 czerwca 1953 w Gdańsku) – polski aktor. Absolwent Wydziału Aktorskiego łódzkiej PWSFTviT z 1979 roku. Debiut teatralny aktora miał miejsce 23 lutego 1975 roku.

## Filmografia
- 2007: Kryminalni jako mężczyzna (odc. 86)
- 1986: Zmiennicy  (gościnnie)
- 1984: 07 zgłoś się (odc. 17)
- 1983: Mars i Wenus w szóstce
- 1983: Oko w oko
- 1980: Kariera Nikodema Dyzmy (gościnnie)